# فریتس کرایسلر
فریتس کرایسلر (۲ فوریهٔ ۱۸۷۵ – ۲۹ ژانویهٔ ۱۹۶۲) آهنگساز و نوازندهٔ ویولن اهل ایالات متحدهٔ آمریکا متولد اتریش، و یکی از نام‌آورترین نوازندگان عصر خود بود. او به دلیل لحن شیرین و جمله‌بندی پراحساسش در نوازندگی ویولن زبانزد بود.در جنگ جهانی اول به افسری ارتش اتریش در آمد و مجروح شد. او خاطرات نظامی اش را در کتابی به نام چهار هفته در سنگر: داستان جنگی یک نوازنده ویولن آورده است.